# مائوریتزیو بدین
مائوریتزیو بدین (انگلیسی: Maurizio Bedin؛ زادهٔ ۹ فوریهٔ ۱۹۷۹) بازیکن فوتبال اهل ایتالیا است.
از باشگاه‌هایی که در آن بازی کرده‌است می‌توان به باشگاه فوتبال کوزنتسا کالچو، باشگاه فوتبال لچه، باشگاه فوتبال یوونتوس، باشگاه فوتبال اودینزه، باشگاه فوتبال پادوا، باشگاه فوتبال مونتسا، باشگاه فوتبال سمپدوریا، و باشگاه فوتبال اسپال اشاره کرد.